# ジロ・デ・イタリア 2009 第12-第21ステージ結果

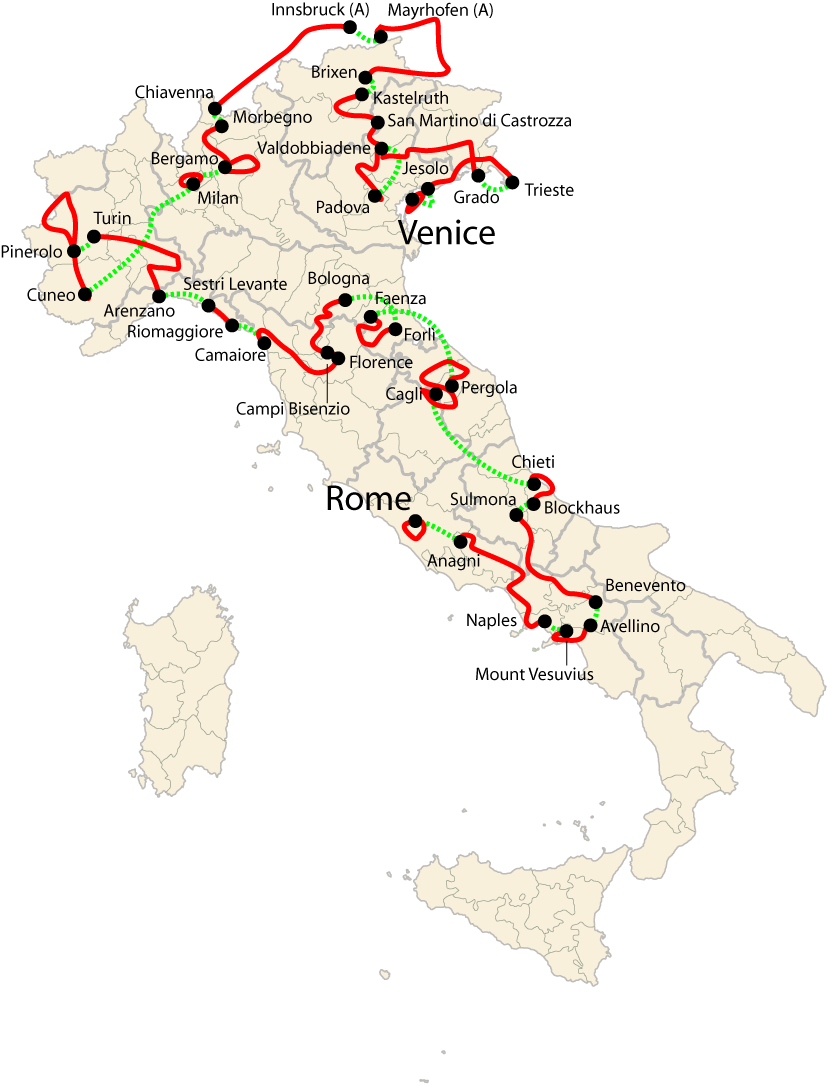
ジロ・デ・イタリア 2009コース図

- ジロ・デ・イタリア 2009 第1-第11ステージ結果 > ジロ・デ・イタリア 2009 第12-第21ステージ結果

2009年に行なわれた、ジロ・デ・イタリアの第12ステージから第21ステージまでの結果を述べる。

## 第12ステージ
5月21日(木)
- セストリ・レヴァンテ － リオマッジョーレ 60.6km(ITT)[1]
- 今ジロ最初の個人TT。最初のラップ地点となる、ブラッコ峠において、2位のリーヴァイ・ライプハイマーに18秒の差をつけたデニス・メンショフが、最後までリードを守りきって、当大会2度目の区間優勝。同時に、マリア・ローザを奪取した。2位のライプハイマーは、中盤で厳しい展開となり、44.5km地点のテルミーナ峠におけるラップタイムでは、メンショフに34秒離されていたが、終盤ピッチを上げ、結局、メンショフに20秒差の区間2位でゴール。総合でも3位に浮上。一方、マリア・ローザのダニーロ・ディルーカは、中盤以降厳しい展開を強いられ、首位メンショフに対し1分57秒差の区間6位でゴール。総合ではメンショフに34秒差をつけられ、マリア・ローザを明け渡した。

区間成績
| 順位 | 選手名                     | 国籍           | チーム                       | 時間          |
| ---- | -------------------------- | -------------- | ---------------------------- | ------------- |
| 1    | デニス・メンショフ         | ロシア         | ラボバンク                   | 1時間34分29秒 |
| 2    | リーヴァイ・ライプハイマー | アメリカ合衆国 | アスタナ                     | +20秒         |
| 3    | ステファノ・ガルゼッリ     | イタリア       | アクア・エ・サポーネ         | +1分03秒      |
| 4    | ヤネス・ブライコヴィッチ   | スロベニア     | アスタナ                     | +1分14秒      |
| 5    | フランコ・ペッリツォッティ | イタリア       | リクイガス                   | +1分27秒      |
| 6    | ダニーロ・ディルーカ       | イタリア       | LPR・ブレークス              | +1分54秒      |
| 7    | ブラッドリー・ウィギンス   | イギリス       | ガーミン・スリップストリーム | +1分59秒      |
| 8    | ガブリエーレ・ボジージオ   | イタリア       | LPR・ブレークス              | +2分04秒      |
| 9    | ホセ・セルパ               | コロンビア     | セッラメンティ               | +2分13秒      |
| 10   | マルツィオ・ブルセギン     | イタリア       | ランプレ・N.G.C              | +2分17秒      |

個人総合成績
| 順位 | 選手名                     | 国籍           | チーム                         | 時間           |
| ---- | -------------------------- | -------------- | ------------------------------ | -------------- |
| 1    | デニス・メンショフ         | ロシア         | ラボバンク                     | 50時間27分17秒 |
| 2    | ダニーロ・ディルーカ       | イタリア       | LPR・ブレークス                | +34秒          |
| 3    | リーヴァイ・ライプハイマー | アメリカ合衆国 | アスタナ                       | +40秒          |
| 4    | フランコ・ペッリツォッティ | イタリア       | リクイガス                     | +2分00秒       |
| 5    | カルロス・サストレ         | スペイン       | サーヴェロ・テストチーム       | +2分52秒       |
| 6    | マイケル・ロジャース       | オーストラリア | チーム・コロンビア＝ハイロード | +2分58秒       |
| 7    | イヴァン・バッソ           | イタリア       | リクイガス                     | +3分00秒       |
| 8    | ジルベルト・シモーニ       | イタリア       | セッラメンティ                 | +4分38秒       |
| 9    | トーマス・ルヴクヴィスト   | スウェーデン   | チーム・コロンビア＝ハイロード | +5分53秒       |
| 10   | ダビ・アロヨ               | スペイン       | ケス・デパーニュ               | +5分55秒       |

ポイント賞
| 順位 | 選手名                           | 国籍       | チーム                         | ポイント |
| ---- | -------------------------------- | ---------- | ------------------------------ | -------- |
| 1    | ダニーロ・ディルーカ             | イタリア   | LPR・ブレークス                | 97       |
| 2    | エドヴァルド・ボアソン・ハーゲン | ノルウェー | チーム・コロンビア＝ハイロード | 78       |
| 3    | デニス・メンショフ               | ロシア     | ラボバンク                     | 76       |

山岳賞
| 順位 | 選手名                 | 国籍     | チーム               | ポイント |
| ---- | ---------------------- | -------- | -------------------- | -------- |
| 1    | ステファノ・ガルゼッリ | イタリア | アクア・エ・サポーネ | 49       |
| 2    | ダニーロ・ディルーカ   | イタリア | LPR・ブレークス      | 27       |
| 3    | デニス・メンショフ     | ロシア   | ラボバンク           | 23       |

新人賞
| 順位 | 選手名                       | 国籍         | チーム                         | 時間           |
| ---- | ---------------------------- | ------------ | ------------------------------ | -------------- |
| 1    | トーマス・ルヴクヴィスト     | スウェーデン | チーム・コロンビア＝ハイロード | 50時間33分10秒 |
| 2    | ケヴィン・セールドライエルス | ベルギー     | クイックステップ               | +4分42秒       |
| 3    | ハクソン・ロドリゲス         | ベネズエラ   | セッラメンティ                 | +5分30秒       |

チーム時間賞
| 順位 | チーム名                       | 国籍           | 時間            |
| ---- | ------------------------------ | -------------- | --------------- |
| 1    | アスタナ                       | カザフスタン   | 150時間45分11秒 |
| 2    | セッラメンティ                 | ベネズエラ     | +6分56秒        |
| 3    | チーム・コロンビア＝ハイロード | アメリカ合衆国 | +8分11秒        |

## 第13ステージ
5月22日(金)
- リード・ディ・カマイオーレ － フィレンツェ 176km[2]
- 前半に3級山岳が1つ設定されている以外、ほぼフラットのスプリンター向きステージ。12km地点でビェルン・シュレーダー（チーム・ミルラム）ら3人の逃げが決まり、後続集団に一時5分以上の差をつけて快調に逃げ続ける。後続との差が2分を切った残り約30km地点でシュレーダーがアタック。単独逃げの展開となる。シュレーダーは残り10km過ぎまで懸命に逃げ続けるも、押し寄せる集団のスピードには敵わず、無念の吸収となった。最後は完璧なゴールスプリントを見せたマーク・カヴェンディッシュが見事個人3勝目を勝ち取った。カヴェンディッシュはツール・ド・フランスに備えるためこのステージをもって途中リタイアしている。各賞争いに大きな変動はなく、デニス・メンショフは危なげなくマリア・ローザをキープしている。

区間成績
| 順位 | 選手名                     | 国籍             | チーム                         | 時間          |
| ---- | -------------------------- | ---------------- | ------------------------------ | ------------- |
| 1    | マーク・カヴェンディッシュ | イギリス         | チーム・コロンビア＝ハイロード | 3時間48分36秒 |
| 2    | アレッサンドロ・ペタッキ   | イタリア         | LPR・ブレークス                | 同            |
| 3    | アラン・デイヴィス         | オーストラリア   | クイックステップ               | 同            |
| 4    | ロバート・ハンター         | 南アフリカ共和国 | バルロワールド                 | 同            |
| 5    | タイラー・ファーラー       | アメリカ合衆国   | ガーミン・スリップストリーム   | 同            |
| 6    | フアン・ホセ・アエド       | アルゼンチン     | チーム・サクソバンク           | 同            |
| 7    | ローベルト・フェルスター   | ドイツ           | チーム・ミルラム               | 同            |
| 8    | ベン・スウィフト           | イギリス         | チーム・カチューシャ           | 同            |
| 9    | ダヴィデ・ヴィガノ         | イタリア         | フジ・セルベット               | 同            |
| 10   | セバスティアン・イノー     | フランス         | AG2R                           | 同            |

個人総合成績
| 順位 | 選手名                     | 国籍           | チーム                         | 時間           |
| ---- | -------------------------- | -------------- | ------------------------------ | -------------- |
| 1    | デニス・メンショフ         | ロシア         | ラボバンク                     | 54時間16分00秒 |
| 2    | ダニーロ・ディルーカ       | イタリア       | LPR・ブレークス                | +34秒          |
| 3    | リーヴァイ・ライプハイマー | アメリカ合衆国 | アスタナ                       | +40秒          |
| 4    | フランコ・ペッリツォッティ | イタリア       | リクイガス                     | +2分00秒       |
| 5    | カルロス・サストレ         | スペイン       | サーヴェロ・テストチーム       | +2分52秒       |
| 6    | マイケル・ロジャース       | オーストラリア | チーム・コロンビア＝ハイロード | +2分59秒       |
| 7    | イヴァン・バッソ           | イタリア       | リクイガス                     | +3分00秒       |
| 8    | ジルベルト・シモーニ       | イタリア       | セッラメンティ                 | +4分38秒       |
| 9    | マルツィオ・ブルセギン     | イタリア       | ランプレ・N.G.C                | +5分26秒       |
| 10   | トーマス・ルヴクヴィスト   | スウェーデン   | チーム・コロンビア＝ハイロード | +5分53秒       |

ポイント賞
| 順位 | 選手名                     | 国籍     | チーム                         | ポイント |
| ---- | -------------------------- | -------- | ------------------------------ | -------- |
| 1    | ダニーロ・ディルーカ       | イタリア | LPR・ブレークス                | 107      |
| 2    | アレッサンドロ・ペタッキ   | イタリア | LPR・ブレークス                | 96       |
| 3    | マーク・カヴェンディッシュ | イギリス | チーム・コロンビア＝ハイロード | 79       |

山岳賞
| 順位 | 選手名                 | 国籍     | チーム               | ポイント |
| ---- | ---------------------- | -------- | -------------------- | -------- |
| 1    | ステファノ・ガルゼッリ | イタリア | アクア・エ・サポーネ | 49       |
| 2    | ダニーロ・ディルーカ   | イタリア | LPR・ブレークス      | 27       |
| 3    | デニス・メンショフ     | ロシア   | ラボバンク           | 23       |

新人賞
| 順位 | 選手名                       | 国籍         | チーム                         | 時間           |
| ---- | ---------------------------- | ------------ | ------------------------------ | -------------- |
| 1    | トーマス・ルヴクヴィスト     | スウェーデン | チーム・コロンビア＝ハイロード | 54時間21分54秒 |
| 2    | ケヴィン・セールドライエルス | ベルギー     | クイックステップ               | +4分42秒       |
| 3    | ハクソン・ロドリゲス         | ベネズエラ   | セッラメンティ                 | +5分30秒       |

チーム時間賞
| 順位 | チーム名                       | 国籍           | 時間            |
| ---- | ------------------------------ | -------------- | --------------- |
| 1    | アスタナ                       | カザフスタン   | 162時間11分23秒 |
| 2    | セッラメンティ                 | ベネズエラ     | +6分48秒        |
| 3    | チーム・コロンビア＝ハイロード | アメリカ合衆国 | +7分55秒        |

## 第14ステージ
5月23日(土)
- カンピ・ビゼンツィオ － ボローニャ 172km[3]
- 1級山岳こそ登場しないものの、4つの2級・3級山岳をこなした後に山頂ゴールという難関山岳ステージ。12km地点でサイモン・ジェラン（サーヴェロ・テストチーム）ら14人の逃げ集団が形成、後続に最大4分30秒の差をつけて快調に逃げる。メイン集団はダニーロ・ディルーカにステージ優勝＆ボーナスタイムを取らせたいLPR・ブレークスが中心に懸命に追い上げを図るが、残り3km地点で差は1分43秒。思うように差が縮まらずに、逃げ切りが濃厚となって最後のサン・ルーカの上り坂に突入した。上りで一気にスパートしたジェランがそのまま逃げ切って、昨年のツールに続いて2年連続でグランツールの山頂ゴールを制した。総合上位陣はディルーカが何度もアタックを仕掛ける場面があったものの、ほとんど全員が1分4秒遅れの集団でゴールしている。しかしリーヴァイ・ライプハイマーとイヴァン・バッソがわずか3秒ではあるが遅れを取った。その他の賞争いにも大きな動きはなかった。

区間成績
| 順位 | 選手名                       | 国籍           | チーム                   | 時間          |
| ---- | ---------------------------- | -------------- | ------------------------ | ------------- |
| 1    | サイモン・ジェラン           | オーストラリア | サーヴェロ・テストチーム | 4時間16分48秒 |
| 2    | ルーベンス・ベルトリアティ   | スイス         | セッラメンティ           | +12秒         |
| 3    | フランチェスコ・ガヴァッツィ | イタリア       | ランプレ・N.G.C          | +18秒         |
| 4    | エフゲニー・ペトロフ         | ロシア         | チーム・カチューシャ     | +24秒         |
| 5    | フィリップ・デニャン         | アイルランド   | サーヴェロ・テストチーム | +27秒         |
| 6    | クリストファー・フルーム     | イギリス       | バルロワールド           | +36秒         |
| 7    | ヴァシル・キリエンカ         | ベラルーシ     | ケス・デパーニュ         | +41秒         |
| 8    | フランチェスコ・レダ         | イタリア       | クイックステップ         | +1分01秒      |
| 9    | アンドリー・グリフコ         | ウクライナ     | ISD                      | +1分04秒      |
| 10   | フランコ・ペッリツォッティ   | イタリア       | リクイガス               | 同            |

個人総合成績
| 順位 | 選手名                     | 国籍           | チーム                         | 時間           |
| ---- | -------------------------- | -------------- | ------------------------------ | -------------- |
| 1    | デニス・メンショフ         | ロシア         | ラボバンク                     | 58時間33分53秒 |
| 2    | ダニーロ・ディルーカ       | イタリア       | LPR・ブレークス                | +34秒          |
| 3    | リーヴァイ・ライプハイマー | アメリカ合衆国 | アスタナ                       | +43秒          |
| 4    | フランコ・ペッリツォッティ | イタリア       | リクイガス                     | +2分00秒       |
| 5    | カルロス・サストレ         | スペイン       | サーヴェロ・テストチーム       | +2分52秒       |
| 6    | イヴァン・バッソ           | イタリア       | リクイガス                     | +3分03秒       |
| 7    | マイケル・ロジャース       | オーストラリア | チーム・コロンビア＝ハイロード | +3分05秒       |
| 8    | ジルベルト・シモーニ       | イタリア       | セッラメンティ                 | +5分17秒       |
| 9    | マルツィオ・ブルセギン     | イタリア       | ランプレ・N.G.C                | +5分26秒       |
| 10   | ダビ・アロヨ               | スペイン       | ケス・デパーニュ               | +6分01秒       |

ポイント賞
| 順位 | 選手名                   | 国籍     | チーム          | ポイント |
| ---- | ------------------------ | -------- | --------------- | -------- |
| 1    | ダニーロ・ディルーカ     | イタリア | LPR・ブレークス | 112      |
| 2    | アレッサンドロ・ペタッキ | イタリア | LPR・ブレークス | 96       |
| 3    | デニス・メンショフ       | ロシア   | ラボバンク      | 79       |

山岳賞
| 順位 | 選手名                 | 国籍       | チーム               | ポイント |
| ---- | ---------------------- | ---------- | -------------------- | -------- |
| 1    | ステファノ・ガルゼッリ | イタリア   | アクア・エ・サポーネ | 49       |
| 2    | アンドリー・グリフコ   | ウクライナ | ISD                  | 31       |
| 3    | ダニーロ・ディルーカ   | イタリア   | LPR・ブレークス      | 27       |

新人賞
| 順位 | 選手名                       | 国籍         | チーム                         | 時間           |
| ---- | ---------------------------- | ------------ | ------------------------------ | -------------- |
| 1    | トーマス・ルヴクヴィスト     | スウェーデン | チーム・コロンビア＝ハイロード | 58時間40分19秒 |
| 2    | ケヴィン・セールドライエルス | ベルギー     | クイックステップ               | +4分42秒       |
| 3    | フランチェスコ・マシャレッリ | イタリア     | アクア・エ・サポーネ           | +5分20秒       |

チーム時間賞
| 順位 | チーム名                       | 国籍           | 時間            |
| ---- | ------------------------------ | -------------- | --------------- |
| 1    | アスタナ                       | カザフスタン   | 175時間06分40秒 |
| 2    | セッラメンティ                 | ベネズエラ     | +4分44秒        |
| 3    | チーム・コロンビア＝ハイロード | アメリカ合衆国 | +7分19秒        |

## 第15ステージ
5月24日(日)
- フォルリ － ファエンツァ 161km[4]
- 立て続けに登場する6つの峠（うちポイントが付くのは4つ）の絶え間ないアップダウンが続く中級山岳ステージ。30km過ぎからアンドリー・グリフコ（ISD）ら16人が逃げる展開に。一時5分を超える差を付けられていたメイン集団だが、モンテ・カサーレへの上りでのイヴァン・バッソ、ステファノ・ガルゼッリのアタックで俄かに動き始める。最後の上りマリア・トレビオの頂上にたどり着く頃には逃げ集団もレオナルド・ベルタニョッリ（セッラメンティ）とセルヘ・パウエルス（サーヴェロ・テストチーム）に絞られた。しかしパウエルスがメイン集団にいるカルロス・サストレをアシストするために監督の指示でスピードを落とし後退していく。ところが直後にバッソとガルゼッリがそのサストレのいるメイン集団に吸収されるという不運となった。これによってパウエルスとサーヴェロはみすみすステージ優勝のチャンスを手放すことになった。結局図らずも独走となったベルタニョッリがそのまま逃げ切り勝利。セッラメンティにチーム2勝目をもたらした。バッソのアタックという波乱があったものの、結局総合上位陣は大半が1分56秒遅れの集団でゴールしている。しかし、前日まで総合8位に付けていたジルベルト・シモーニ（セッラメンティ）が17分59秒遅れのステージ56位と大きく遅れ、総合26位にまで後退。マリア・ローザ争いから脱落した。

区間成績
| 順位 | 選手名                       | 国籍       | チーム                         | 時間          |
| ---- | ---------------------------- | ---------- | ------------------------------ | ------------- |
| 1    | レオナルド・ベルタニョッリ   | イタリア   | セッラメンティ                 | 4時間18分34秒 |
| 2    | セルヘ・パウウェルス         | ベルギー   | サーヴェロ・テストチーム       | +54秒         |
| 3    | マルコ・ピノッティ           | イタリア   | チーム・コロンビア＝ハイロード | 同            |
| 4    | ラース・バク                 | デンマーク | チーム・サクソバンク           | 同            |
| 5    | マルコ・マルツァーノ         | イタリア   | ランプレ・N.G.C                | +56秒         |
| 6    | アンドリー・グリフコ         | ウクライナ | ISD                            | +1分27秒      |
| 7    | マウロ・ファッチ             | イタリア   | クイックステップ               | +1分49秒      |
| 8    | タデイ・ヴァリャヴェツ       | スロベニア | AG2R                           | +1分51秒      |
| 9    | エドゥアルド・ヴォルガノフ   | ロシア     | シャコベオ・ガリシア           | 同            |
| 10   | ケヴィン・セールドライエルス | ベルギー   | クイックステップ               | +1分56秒      |

個人総合成績
| 順位 | 選手名                     | 国籍           | チーム                         | 時間           |
| ---- | -------------------------- | -------------- | ------------------------------ | -------------- |
| 1    | デニス・メンショフ         | ロシア         | ラボバンク                     | 62時間54分23秒 |
| 2    | ダニーロ・ディルーカ       | イタリア       | LPR・ブレークス                | +34秒          |
| 3    | リーヴァイ・ライプハイマー | アメリカ合衆国 | アスタナ                       | +43秒          |
| 4    | フランコ・ペッリツォッティ | イタリア       | リクイガス                     | +2分00秒       |
| 5    | カルロス・サストレ         | スペイン       | サーヴェロ・テストチーム       | +2分52秒       |
| 6    | イヴァン・バッソ           | イタリア       | リクイガス                     | +3分03秒       |
| 7    | マイケル・ロジャース       | オーストラリア | チーム・コロンビア＝ハイロード | +3分05秒       |
| 8    | マルツィオ・ブルセギン     | イタリア       | ランプレ・N.G.C                | +5分26秒       |
| 9    | ダビ・アロヨ               | スペイン       | ケス・デパーニュ               | +6分01秒       |
| 10   | トーマス・ルヴクヴィスト   | スウェーデン   | チーム・コロンビア＝ハイロード | +6分26秒       |

ポイント賞
| 順位 | 選手名                   | 国籍     | チーム          | ポイント |
| ---- | ------------------------ | -------- | --------------- | -------- |
| 1    | ダニーロ・ディルーカ     | イタリア | LPR・ブレークス | 114      |
| 2    | アレッサンドロ・ペタッキ | イタリア | LPR・ブレークス | 96       |
| 3    | デニス・メンショフ       | ロシア   | ラボバンク      | 79       |

山岳賞
| 順位 | 選手名                 | 国籍       | チーム               | ポイント |
| ---- | ---------------------- | ---------- | -------------------- | -------- |
| 1    | ステファノ・ガルゼッリ | イタリア   | アクア・エ・サポーネ | 49       |
| 2    | アンドリー・グリフコ   | ウクライナ | ISD                  | 39       |
| 3    | ダニーロ・ディルーカ   | イタリア   | LPR・ブレークス      | 27       |

新人賞
| 順位 | 選手名                       | 国籍         | チーム                         | 時間           |
| ---- | ---------------------------- | ------------ | ------------------------------ | -------------- |
| 1    | トーマス・ルヴクヴィスト     | スウェーデン | チーム・コロンビア＝ハイロード | 63時間00分49秒 |
| 2    | ケヴィン・セールドライエルス | ベルギー     | クイックステップ               | +4分42秒       |
| 3    | フランチェスコ・マシャレッリ | イタリア     | アクア・エ・サポーネ           | +10分36秒      |

チーム時間賞
| 順位 | チーム名                       | 国籍           | 時間            |
| ---- | ------------------------------ | -------------- | --------------- |
| 1    | アスタナ                       | カザフスタン   | 188時間09分10秒 |
| 2    | チーム・コロンビア＝ハイロード | アメリカ合衆国 | +5分17秒        |
| 3    | セッラメンティ                 | ベネズエラ     | +17分51秒       |

## 第16ステージ
5月25日(月)
- ペルゴラ － カーリ 237km[5]
- ネローネ峠、カトリア峠の両1級山岳をこなした後に、ペトラーノ峠への山頂ゴールという今ジロ屈指の難関山岳ステージ。20km過ぎからヤロスラフ・ポポヴィッチ（アスタナ）、ダミアーノ・クネゴ（ランプレ）、ガブリエーレ・ボジージオ（LPR・ブレークス）らの有力選手を含む20人の逃げ集団がレースを引っ張る展開となった。ネローネ峠通過後の小さな峠の下りで、クネゴ、ボジージオが抜け出し、ポポヴィッチが追う形となってカトリア峠の上りをこなす。頂上手前の残り約20km地点で2人に追いついたポポヴィッチが、下りで一気に加速。独走でペトラーノ峠に突入。20秒差でクネゴが食い下がり、メイン集団とは5分近い大差がつく展開となった。ペトラーノ峠の上りに入っても、ポポヴィッチの単独走行は続いたが、後続の総合上位陣が徐々に追い上げにかかった。イヴァン・バッソ（リクイガス）、カルロス・サストレ（サーヴェロ・テストチーム）、ダニーロ・ディルーカ（LPR・ブレークス）の相次ぐアタックで集団はマリア・ローザのデニス・メンショフ（ラボバンク）、ディルーカ、サストレ、バッソの4人に絞られる。逆にリーヴァイ・ライプハイマー（アスタナ）は大きく遅れてしまう。集団の中から、サストレが残り約6.5km付近で再アタック。失速したクネゴをパスしてポポヴィッチを追いかける。これに対して、バッソが単独でサストレを追ったが、メンショフ、ディルーカは協調してサストレを追いかける。しかしサストレの勢いは止まらず、残り2km付近でついにポポヴィッチを捕らえて先頭に立ち、そのまま押し切って7時間11分54秒のタイムで見事にステージ優勝。後続は残り150mで一気に加速したメンショフがサストレから25秒差の2位、3位に26秒差でディルーカ、4位に29秒差でバッソが入った。総合首位のメンショフは2位のディルーカに対して1秒差+ボーナスタイム差4秒をつけることに成功し、両者のタイム差は39秒に開いた。またサストレがメンショフに対し2分19秒差の総合3位に浮上、逆にライプハイマーはランス・アームストロングの懸命のアシストも実らず2分51秒遅れのステージ11位に終わり、3分21秒差の総合6位に後退。また、カトリア峠でメイン集団から脱落したマリア・ビアンカのトーマス・ルヴクヴィスト（チーム・コロンビア＝ハイロード）は24分46秒遅れのステージ62位と惨敗。総合24位まで後退してマリア・ビアンカも手放した。代わって3分2秒遅れのステージ16位に入ったケヴィン・セールドラーイエルス（クイックステップ）がマリア・ビアンカを獲得している。

区間成績
| 順位 | 選手名                       | 国籍           | チーム                   | 時間          |
| ---- | ---------------------------- | -------------- | ------------------------ | ------------- |
| 1    | カルロス・サストレ           | スペイン       | サーヴェロ・テストチーム | 7時間11分54秒 |
| 2    | デニス・メンショフ           | ロシア         | ラボバンク               | +25秒         |
| 3    | ダニーロ・ディルーカ         | イタリア       | LPR・ブレークス          | +26秒         |
| 4    | イヴァン・バッソ             | イタリア       | リクイガス               | +29秒         |
| 5    | ステファノ・ガルゼッリ       | イタリア       | アクア・エ・サポーネ     | +1分19秒      |
| 6    | フランチェスコ・マシャレッリ | イタリア       | アクア・エ・サポーネ     | +1分21秒      |
| 7    | フランコ・ペッリツォッティ   | イタリア       | リクイガス               | 同            |
| 8    | タデイ・ヴァリャヴェツ       | スロベニア     | AG2R                     | +2分11秒      |
| 9    | ホセ・セルパ                 | コロンビア     | セッラメンティ           | +2分35秒      |
| 10   | ランス・アームストロング     | アメリカ合衆国 | アスタナ                 | +2分51秒      |

個人総合成績
| 順位 | 選手名                     | 国籍           | チーム                         | 時間           |
| ---- | -------------------------- | -------------- | ------------------------------ | -------------- |
| 1    | デニス・メンショフ         | ロシア         | ラボバンク                     | 70時間06分30秒 |
| 2    | ダニーロ・ディルーカ       | イタリア       | LPR・ブレークス                | +39秒          |
| 3    | カルロス・サストレ         | スペイン       | サーヴェロ・テストチーム       | +2分19秒       |
| 4    | フランコ・ペッリツォッティ | イタリア       | リクイガス                     | +3分08秒       |
| 5    | イヴァン・バッソ           | イタリア       | リクイガス                     | +3分19秒       |
| 6    | リーヴァイ・ライプハイマー | アメリカ合衆国 | アスタナ                       | +3分21秒       |
| 7    | マイケル・ロジャース       | オーストラリア | チーム・コロンビア＝ハイロード | +5分54秒       |
| 8    | ステファノ・ガルゼッリ     | イタリア       | アクア・エ・サポーネ           | +8分21秒       |
| 9    | ダビ・アロヨ               | スペイン       | ケス・デパーニュ               | +8分39秒       |
| 10   | タデイ・ヴァリャヴェツ     | スロベニア     | AG2R                           | +8分47秒       |

ポイント賞
| 順位 | 選手名                   | 国籍     | チーム          | ポイント |
| ---- | ------------------------ | -------- | --------------- | -------- |
| 1    | ダニーロ・ディルーカ     | イタリア | LPR・ブレークス | 130      |
| 3    | デニス・メンショフ       | ロシア   | ラボバンク      | 99       |
| 3    | アレッサンドロ・ペタッキ | イタリア | LPR・ブレークス | 96       |

山岳賞
| 順位 | 選手名                 | 国籍       | チーム               | ポイント |
| ---- | ---------------------- | ---------- | -------------------- | -------- |
| 1    | ステファノ・ガルゼッリ | イタリア   | アクア・エ・サポーネ | 51       |
| 2    | アンドリー・グリフコ   | ウクライナ | ISD                  | 39       |
| 3    | デニス・メンショフ     | ロシア     | ラボバンク           | 33       |

新人賞
| 順位 | 選手名                       | 国籍     | チーム               | 時間           |
| ---- | ---------------------------- | -------- | -------------------- | -------------- |
| 1    | ケヴィン・セールドライエルス | ベルギー | クイックステップ     | 70時間20分27秒 |
| 2    | フランチェスコ・マシャレッリ | イタリア | アクア・エ・サポーネ | +4分13秒       |
| 3    | フランシス・デフレーフ       | ベルギー | サイレンス・ロット   | +10分40秒      |

チーム時間賞
| 順位 | チーム名                       | 国籍           | 時間            |
| ---- | ------------------------------ | -------------- | --------------- |
| 1    | アスタナ                       | カザフスタン   | 209時間53分36秒 |
| 2    | チーム・コロンビア＝ハイロード | アメリカ合衆国 | +17分32秒       |
| 3    | セッラメンティ                 | ベネズエラ     | +25分19秒       |

## 第17ステージ
5月27日(水)
- キエーティ － ブロックハウス （83km）[7] [8]
- 走行距離83kmは今ジロの通常ステージでは最短だが、標高434mの約59.6km地点から標高1631m（雪のため当初予定の標高2064mから下げられた）のゴール地点であるブロックハウスまで、延々上りだけが続く過酷なステージ。9kmでアタックをかけたトマ・ヴォクレール（Bボックス・ブイグテレコム）ら10人がブロックハウスへの登坂口まで逃げる展開に。残り15kmを過ぎた時点でフランコ・ペッリツォッティ（リクイガス）が一気に先頭に立つ。続いてランス・アームストロング（アスタナ）も抜け出すが差は縮まらない。さらに後続集団でダニーロ・ディルーカがアタック、イヴァン・バッソ、マリア・ローザのデニス・メンショフ、ステファノ・ガルゼッリ（アクア・エ・サポーネ）は反応するが、カルロス・サストレ、リーヴァイ・ライプハイマーが脱落。4人はアームストロングをパスしてペッリツォッティを追うが、結局ペッリツォッティはそのまま押し切って見事にステージ優勝を果たした。後続集団は残り150mでディルーカが渾身のスパートを見せると、メンショフは付いていけずに後退。そのディルーカをスプリントで差したガルゼッリが42秒差のステージ2位、ディルーカは43秒差のステージ3位、メンショフは48秒差のステージ4位、バッソが57秒差のステージ5位に入った。メンショフの総合首位は変わらなかったが、総合2位のディルーカが5秒+ボーナスタイム8秒を合わせて26秒差まで接近した。またステージ優勝のペッリツォッティはメンショフから2分差の総合3位に浮上。逆にサストレとライプハイマーは1分59秒遅れのそれぞれステージ9位、11位に沈みマリア・ローザ争いから大きく後退した。

区間成績
| 順位 | 選手名                     | 国籍           | チーム                         | 時間          |
| ---- | -------------------------- | -------------- | ------------------------------ | ------------- |
| 1    | フランコ・ペッリツォッティ | イタリア       | リクイガス                     | 2時間21分06秒 |
| 2    | ステファノ・ガルゼッリ     | イタリア       | アクア・エ・サポーネ           | +42秒         |
| 3    | ダニーロ・ディルーカ       | イタリア       | LPR・ブレークス                | +43秒         |
| 4    | デニス・メンショフ         | ロシア         | ラボバンク                     | +48秒         |
| 5    | イヴァン・バッソ           | イタリア       | リクイガス                     | +57秒         |
| 6    | マルツィオ・ブルセギン     | イタリア       | ランプレ・N.G.C                | +1分54秒      |
| 7    | シルヴェルテル・シュミィド | ポーランド     | リクイガス                     | +1分55秒      |
| 8    | マイケル・ロジャース       | オーストラリア | チーム・コロンビア＝ハイロード | +1分59秒      |
| 9    | カルロス・サストレ         | スペイン       | サーヴェロ・テストチーム       | 同            |
| 10   | ランス・アームストロング   | アメリカ合衆国 | アスタナ                       | 同            |

個人総合成績
| 順位 | 選手名                     | 国籍           | チーム                         | 時間           |
| ---- | -------------------------- | -------------- | ------------------------------ | -------------- |
| 1    | デニス・メンショフ         | ロシア         | ラボバンク                     | 72時間28分24秒 |
| 2    | ダニーロ・ディルーカ       | イタリア       | LPR・ブレークス                | +26秒          |
| 3    | フランコ・ペッリツォッティ | イタリア       | リクイガス                     | +2分00秒       |
| 4    | イヴァン・バッソ           | イタリア       | リクイガス                     | +3分28秒       |
| 5    | カルロス・サストレ         | スペイン       | サーヴェロ・テストチーム       | +3分30秒       |
| 6    | リーヴァイ・ライプハイマー | アメリカ合衆国 | アスタナ                       | +4分32秒       |
| 7    | マイケル・ロジャース       | オーストラリア | チーム・コロンビア＝ハイロード | +7分05秒       |
| 8    | ステファノ・ガルゼッリ     | イタリア       | アクア・エ・サポーネ           | +8分03秒       |
| 9    | タデイ・ヴァリャヴェツ     | スロベニア     | AG2R                           | +9分58秒       |
| 10   | マルツィオ・ブルセギン     | イタリア       | ランプレ・N.G.C                | +10分33秒      |

ポイント賞
| 順位 | 選手名                     | 国籍     | チーム          | ポイント |
| ---- | -------------------------- | -------- | --------------- | -------- |
| 1    | ダニーロ・ディルーカ       | イタリア | LPR・ブレークス | 146      |
| 3    | デニス・メンショフ         | ロシア   | ラボバンク      | 113      |
| 3    | フランコ・ペッリツォッティ | イタリア | リクイガス      | 103      |

山岳賞
| 順位 | 選手名                 | 国籍       | チーム               | ポイント |
| ---- | ---------------------- | ---------- | -------------------- | -------- |
| 1    | ステファノ・ガルゼッリ | イタリア   | アクア・エ・サポーネ | 61       |
| 2    | アンドリー・グリフコ   | ウクライナ | ISD                  | 39       |
| 3    | ダニーロ・ディルーカ   | イタリア   | LPR・ブレークス      | 39       |

新人賞
| 順位 | 選手名                       | 国籍     | チーム               | 時間           |
| ---- | ---------------------------- | -------- | -------------------- | -------------- |
| 1    | ケヴィン・セールドライエルス | ベルギー | クイックステップ     | 72時間45分48秒 |
| 2    | フランチェスコ・マシャレッリ | イタリア | アクア・エ・サポーネ | +2分07秒       |
| 3    | フランシス・デフレーフ       | ベルギー | サイレンス・ロット   | +12分24秒      |

チーム時間賞
| 順位 | チーム名                       | 国籍           | 時間            |
| ---- | ------------------------------ | -------------- | --------------- |
| 1    | アスタナ                       | カザフスタン   | 217時間06分10秒 |
| 2    | チーム・コロンビア＝ハイロード | アメリカ合衆国 | +16分47秒       |
| 3    | セッラメンティ                 | ベネズエラ     | +25分14秒       |

## 第18ステージ
5月28日(木)
- スルモーナ － ベネヴェント 182km[9]
- スタート直後に2級山岳をこなした後は、細かいアップダウンはあるものの概ね平坦基調なステージ。しかし、ラスト1kmは3%の上り勾配+石畳であった。53km地点でのミケーレ・スカルポーニのアタックをきっかけに25人もの大人数の逃げ集団が形成。マリア・ビアンカを争うケヴィン・セールドラーイエルスとフランチェスコ・マシャレッリ（アクア・エ・サポーネ）も逃げに乗っている。メイン集団はラボバンクや逃げに選手を送り込んでいないAG2R、ミルラム、フジ・セルベットが中心となって牽くも残り20km地点で差が2分45秒と思うように縮まらず、逃げ切りが濃厚となった逃げ集団はアタック合戦で7人に絞り込まれてラスト1kmに突入。絶妙のタイミングで飛び出したスカルポーニが見事に今ジロ個人2勝目、チーム3勝目を上げた。マリア・ビアンカ争いの二人は譲らず両者1分9秒遅れでフィニッシュ。メイン集団は3分57秒遅れでフィニッシュ。結局、このステージでは各賞に大きな動きはなかった。

区間成績
| 順位 | 選手名                       | 国籍           | チーム                       | 時間          |
| ---- | ---------------------------- | -------------- | ---------------------------- | ------------- |
| 1    | ミケーレ・スカルポーニ       | イタリア       | セッラメンティ               | 4時間07分41秒 |
| 2    | フェリックス・カルデナス     | コロンビア     | バルロワールド               | 同            |
| 3    | ダニー・ペイト               | アメリカ合衆国 | ガーミン・スリップストリーム | 同            |
| 4    | ラース・バク                 | デンマーク     | チーム・サクソバンク         | 同            |
| 5    | ドミトロ・グラボフスキー     | ウクライナ     | ISD                          | +06秒         |
| 6    | ドリス・デヴェネインス       | ベルギー       | クイックステップ             | +20秒         |
| 7    | ジェイソン・マッカートニー   | アメリカ合衆国 | チーム・サクソバンク         | +24秒         |
| 8    | ジョヴァンニ・ヴィスコンティ | イタリア       | ISD                          | +37秒         |
| 9    | アレッサンドロ・ベルトリーニ | イタリア       | セッラメンティ               | +39秒         |
| 10   | ガブリエーレ・ボジージオ     | イタリア       | LPR・ブレークス              | +42秒         |

個人総合成績
| 順位 | 選手名                     | 国籍           | チーム                         | 時間           |
| ---- | -------------------------- | -------------- | ------------------------------ | -------------- |
| 1    | デニス・メンショフ         | ロシア         | ラボバンク                     | 76時間40分02秒 |
| 2    | ダニーロ・ディルーカ       | イタリア       | LPR・ブレークス                | +26秒          |
| 3    | フランコ・ペッリツォッティ | イタリア       | リクイガス                     | +2分00秒       |
| 4    | イヴァン・バッソ           | イタリア       | リクイガス                     | +3分28秒       |
| 5    | カルロス・サストレ         | スペイン       | サーヴェロ・テストチーム       | +3分30秒       |
| 6    | リーヴァイ・ライプハイマー | アメリカ合衆国 | アスタナ                       | +4分32秒       |
| 7    | マイケル・ロジャース       | オーストラリア | チーム・コロンビア＝ハイロード | +7分05秒       |
| 8    | ステファノ・ガルゼッリ     | イタリア       | アクア・エ・サポーネ           | +8分03秒       |
| 9    | タデイ・ヴァリャヴェツ     | スロベニア     | AG2R                           | +9分58秒       |
| 10   | マルツィオ・ブルセギン     | イタリア       | ランプレ・N.G.C                | +10分33秒      |

ポイント賞
| 順位 | 選手名                     | 国籍     | チーム          | ポイント |
| ---- | -------------------------- | -------- | --------------- | -------- |
| 1    | ダニーロ・ディルーカ       | イタリア | LPR・ブレークス | 146      |
| 3    | デニス・メンショフ         | ロシア   | ラボバンク      | 113      |
| 3    | フランコ・ペッリツォッティ | イタリア | リクイガス      | 103      |

山岳賞
| 順位 | 選手名                 | 国籍       | チーム               | ポイント |
| ---- | ---------------------- | ---------- | -------------------- | -------- |
| 1    | ステファノ・ガルゼッリ | イタリア   | アクア・エ・サポーネ | 61       |
| 2    | アンドリー・グリフコ   | ウクライナ | ISD                  | 39       |
| 3    | ダニーロ・ディルーカ   | イタリア   | LPR・ブレークス      | 39       |

新人賞
| 順位 | 選手名                       | 国籍     | チーム               | 時間           |
| ---- | ---------------------------- | -------- | -------------------- | -------------- |
| 1    | ケヴィン・セールドライエルス | ベルギー | クイックステップ     | 76時間54分36秒 |
| 2    | フランチェスコ・マシャレッリ | イタリア | アクア・エ・サポーネ | +2分09秒       |
| 3    | フランシス・デフレーフ       | ベルギー | サイレンス・ロット   | +15分14秒      |

チーム時間賞
| 順位 | チーム名                       | 国籍           | 時間            |
| ---- | ------------------------------ | -------------- | --------------- |
| 1    | アスタナ                       | カザフスタン   | 229時間35分11秒 |
| 2    | チーム・コロンビア＝ハイロード | アメリカ合衆国 | +17分12秒       |
| 3    | セッラメンティ                 | ベネズエラ     | +23分52秒       |

## 第19ステージ
5月29日(金)
- アヴェッリーノ － エルコラーノ・ヴェスヴィオ 164km[10]
- フニクリ・フニクラで有名なヴェスヴィオ火山がフィニッシュの最後の山頂ゴールステージ。16km過ぎで逃げを決めたマウロ・ファッチ（クイックステップ）とユリー・クリフツォフ（AG2R）の2人がヴェスヴィオへの上り直前まで先行する展開になった。残り13kmで逃げが捕まり、同時にアタック合戦が始まった。残り9kmでイヴァン・バッソがアタック。ステファノ・ガルゼッリとジルベルト・シモーニが食い下がり、さらにカルロス・サストレも追いつく。残り5kmで今度はサストレがアタック。一気にバッソを引き離す。後方ではフランコ・ペッリツォッティが飛び出してサストレとバッソを追い始めた。ダニーロ・ディルーカも何度もアタックを仕掛けたが、マリア・ローザのデニス・メンショフはそのたびに反応し、逃げを許さない展開となった。残り1km手前でバッソに追いついたペッリツォッティが共同でサストレを追走するが、サストレはそのまま逃げ切って見事に第16ステージに続くステージ2勝目。21秒差の2位にペッリツォッティ、ディルーカとメンショフは最後まで相譲らず30秒差の同タイムで3位、4位。バッソが35秒差の5位、リーヴァイ・ライプハイマーが53秒差の6位という結果になった。総合首位はメンショフで変わらず、ディルーカがボーナスタイム8秒を獲得し差を18秒まで縮めた。ペッリツォッティが1分39秒差の3位、サストレが総合4位に浮上し、バッソは5位に後退した。

区間成績
| 順位 | 選手名                     | 国籍           | チーム                   | 時間          |
| ---- | -------------------------- | -------------- | ------------------------ | ------------- |
| 1    | カルロス・サストレ         | スペイン       | サーヴェロ・テストチーム | 4時間33分23秒 |
| 2    | フランコ・ペッリツォッティ | イタリア       | リクイガス               | +21秒         |
| 3    | ダニーロ・ディルーカ       | イタリア       | LPR・ブレークス          | +30秒         |
| 4    | デニス・メンショフ         | ロシア         | ラボバンク               | 同            |
| 5    | イヴァン・バッソ           | イタリア       | リクイガス               | +35秒         |
| 6    | リーヴァイ・ライプハイマー | アメリカ合衆国 | アスタナ                 | +53秒         |
| 7    | タデイ・ヴァリャヴェツ     | スロベニア     | AG2R                     | +1分14秒      |
| 8    | セルヘ・パウウェルス       | ベルギー       | サーヴェロ・テストチーム | +1分15秒      |
| 9    | ホセ・セルパ               | コロンビア     | セッラメンティ           | 同            |
| 10   | ステファノ・ガルゼッリ     | イタリア       | アクア・エ・サポーネ     | 同            |

個人総合成績
| 順位 | 選手名                     | 国籍           | チーム                         | 時間           |
| ---- | -------------------------- | -------------- | ------------------------------ | -------------- |
| 1    | デニス・メンショフ         | ロシア         | ラボバンク                     | 81時間13分55秒 |
| 2    | ダニーロ・ディルーカ       | イタリア       | LPR・ブレークス                | +18秒          |
| 3    | フランコ・ペッリツォッティ | イタリア       | リクイガス                     | +1分39秒       |
| 4    | カルロス・サストレ         | スペイン       | サーヴェロ・テストチーム       | +2分40秒       |
| 5    | イヴァン・バッソ           | イタリア       | リクイガス                     | +3分33秒       |
| 6    | リーヴァイ・ライプハイマー | アメリカ合衆国 | アスタナ                       | +4分55秒       |
| 7    | ステファノ・ガルゼッリ     | イタリア       | アクア・エ・サポーネ           | +8分48秒       |
| 8    | マイケル・ロジャース       | オーストラリア | チーム・コロンビア＝ハイロード | +9分32秒       |
| 9    | タデイ・ヴァリャヴェツ     | スロベニア     | AG2R                           | +10分42秒      |
| 10   | マルツィオ・ブルセギン     | イタリア       | ランプレ・N.G.C                | +11分32秒      |

ポイント賞
| 順位 | 選手名                     | 国籍     | チーム          | ポイント |
| ---- | -------------------------- | -------- | --------------- | -------- |
| 1    | ダニーロ・ディルーカ       | イタリア | LPR・ブレークス | 162      |
| 2    | デニス・メンショフ         | ロシア   | ラボバンク      | 127      |
| 3    | フランコ・ペッリツォッティ | イタリア | リクイガス      | 123      |

山岳賞
| 順位 | 選手名                 | 国籍     | チーム               | ポイント |
| ---- | ---------------------- | -------- | -------------------- | -------- |
| 1    | ステファノ・ガルゼッリ | イタリア | アクア・エ・サポーネ | 61       |
| 2    | ダニーロ・ディルーカ   | イタリア | LPR・ブレークス      | 45       |
| 3    | デニス・メンショフ     | ロシア   | ラボバンク           | 41       |

新人賞
| 順位 | 選手名                       | 国籍     | チーム               | 時間           |
| ---- | ---------------------------- | -------- | -------------------- | -------------- |
| 1    | ケヴィン・セールドライエルス | ベルギー | クイックステップ     | 81時間29分37秒 |
| 2    | フランチェスコ・マシャレッリ | イタリア | アクア・エ・サポーネ | +2分11秒       |
| 3    | フランシス・デフレーフ       | ベルギー | サイレンス・ロット   | +16分33秒      |

チーム時間賞
| 順位 | チーム名                       | 国籍           | 時間            |
| ---- | ------------------------------ | -------------- | --------------- |
| 1    | アスタナ                       | カザフスタン   | 243時間20分21秒 |
| 2    | チーム・コロンビア＝ハイロード | アメリカ合衆国 | +24分21秒       |
| 3    | セッラメンティ                 | ベネズエラ     | +24分35秒       |

## 第20ステージ
5月30日(土)
- ナポリ － アナーニ 203km[11]
- 平坦基調のステージだが、ラスト3kmは平均4.5%、最大7%の上り勾配でスプリンター向きではないステージ。4km地点からベン・スウィフト（カチューシャ）ら8人が逃げる展開となったが、ダニーロ・ディルーカに残り45.5km地点に設定された中間スプリントポイントのボーナスタイムを取らせたいLPR・ブレークスが集団をコントロール。結局逃げは残り48kmという比較的早い段階で吸収され、LPRがトレインを形成して大集団で中間スプリントポイントに向かった。しかし一瞬の隙を突いてマリア・ローザのデニス・メンショフがアタック。アレッサンドロ・ペタッキが何とかメンショフの1位通過は阻止したものの、2位通過のメンショフと3位通過のディルーカのタイム差は2秒広がっている。その後何度か逃げ集団が形成された、が全て吸収され、大集団でゴールスプリントかと思われていた矢先の残り1.5km地点でフィリップ・ジルベール（サイレンス・ロット）がアタック。トマ・ヴォクレールの追撃をかわしてジルベールが自身グランツール初勝利、さらにサイレンス・ロットに今大会初勝利をもたらした。3位争いはステファノ・ガルゼッリが制したが、ディルーカは動けず、メンショフとのタイム差20秒で勝負はローマでの個人タイムトライアルへともつれ込むこととなった。

区間成績
| 順位 | 選手名                           | 国籍           | チーム                         | 時間          |
| ---- | -------------------------------- | -------------- | ------------------------------ | ------------- |
| 1    | フィリップ・ジルベール           | ベルギー       | サイレンス・ロット             | 4時間30分07秒 |
| 2    | トマ・ヴォクレール               | フランス       | ブイグテレコム                 | +02秒         |
| 3    | ステファノ・ガルゼッリ           | イタリア       | アクア・エ・サポーネ           | +07秒         |
| 4    | アラン・デイヴィス               | オーストラリア | クイックステップ               | 同            |
| 5    | セバスティアン・イノー           | フランス       | AG2R                           | 同            |
| 6    | フランコ・ペッリツォッティ       | イタリア       | リクイガス                     | 同            |
| 7    | エドヴァルド・ボアソン・ハーゲン | ノルウェー     | チーム・コロンビア＝ハイロード | 同            |
| 8    | ジョヴァンニ・ヴィスコンティ     | イタリア       | ISD                            | 同            |
| 9    | サイモン・ジェラン               | オーストラリア | サーヴェロ・テストチーム       | 同            |
| 10   | セルヘ・パウウェルス             | ベルギー       | サーヴェロ・テストチーム       | 同            |

個人総合成績
| 順位 | 選手名                     | 国籍           | チーム                         | 時間           |
| ---- | -------------------------- | -------------- | ------------------------------ | -------------- |
| 1    | デニス・メンショフ         | ロシア         | ラボバンク                     | 85時間44分05秒 |
| 2    | ダニーロ・ディルーカ       | イタリア       | LPR・ブレークス                | +20秒          |
| 3    | フランコ・ペッリツォッティ | イタリア       | リクイガス                     | +1分43秒       |
| 4    | カルロス・サストレ         | スペイン       | サーヴェロ・テストチーム       | +2分44秒       |
| 5    | イヴァン・バッソ           | イタリア       | リクイガス                     | +3分37秒       |
| 6    | リーヴァイ・ライプハイマー | アメリカ合衆国 | アスタナ                       | +4分59秒       |
| 7    | ステファノ・ガルゼッリ     | イタリア       | アクア・エ・サポーネ           | +8分44秒       |
| 8    | マイケル・ロジャース       | オーストラリア | チーム・コロンビア＝ハイロード | +9分36秒       |
| 9    | タデイ・ヴァリャヴェツ     | スロベニア     | AG2R                           | +10分46秒      |
| 10   | マルツィオ・ブルセギン     | イタリア       | ランプレ・N.G.C                | +11分36秒      |

ポイント賞
| 順位 | 選手名                     | 国籍     | チーム          | ポイント |
| ---- | -------------------------- | -------- | --------------- | -------- |
| 1    | ダニーロ・ディルーカ       | イタリア | LPR・ブレークス | 170      |
| 2    | デニス・メンショフ         | ロシア   | ラボバンク      | 138      |
| 3    | フランコ・ペッリツォッティ | イタリア | リクイガス      | 133      |

山岳賞
| 順位 | 選手名                 | 国籍     | チーム               | ポイント |
| ---- | ---------------------- | -------- | -------------------- | -------- |
| 1    | ステファノ・ガルゼッリ | イタリア | アクア・エ・サポーネ | 61       |
| 2    | ダニーロ・ディルーカ   | イタリア | LPR・ブレークス      | 45       |
| 3    | デニス・メンショフ     | ロシア   | ラボバンク           | 41       |

新人賞
| 順位 | 選手名                       | 国籍     | チーム               | 時間           |
| ---- | ---------------------------- | -------- | -------------------- | -------------- |
| 1    | ケヴィン・セールドライエルス | ベルギー | クイックステップ     | 85時間59分51秒 |
| 2    | フランチェスコ・マシャレッリ | イタリア | アクア・エ・サポーネ | +2分11秒       |
| 3    | フランシス・デフレーフ       | ベルギー | サイレンス・ロット   | +16分33秒      |

チーム時間賞
| 順位 | チーム名                       | 国籍           | 時間            |
| ---- | ------------------------------ | -------------- | --------------- |
| 1    | アスタナ                       | カザフスタン   | 256時間51分03秒 |
| 2    | チーム・コロンビア＝ハイロード | アメリカ合衆国 | +24分21秒       |
| 3    | セッラメンティ                 | ベネズエラ     | +24分35秒       |

## 第21ステージ
5月31日(日)
- ローマ 14.4km(ITT)[12]
- 断続的に降り続いた雨がステージ優勝争い、さらに最後の思わぬ波乱に影響を与えることとなった。79番スタートのリトアニアTTチャンピオンイグナタス・コノヴァロヴァス（サーヴェロ・テストチーム）が初めて19分を切る18分42秒のタイムでトップに立つ。短距離TTのスペシャリストブラッドリー・ウィギンス（ガーミン・スリップストリーム）は第2、第3計測をトップで通過したが、突然の雨で減速を余儀なくされ、さらに前走の選手の落車に伴ってコースを塞いでいたチームカーを避けて通ったため大幅にタイムロス。結局、僅か1秒差の悔しい2位となってしまった。結局以降もコノヴァロヴァスのタイムを上回る選手は現れず、コノヴァロヴァスが初のグランツール優勝を飾った。総合2位のダニーロ・ディルーカは序盤から積極的に飛ばし第1計測ではトップタイムをマーク。しかし、中盤以降失速して45秒遅れの17位でフィニッシュ、マリア・ローザのデニス・メンショフの結果を待つ。そのメンショフは中間計測でディルーカを14秒上回り、その後も慎重な走りで差を広げていく。ところがメンショフの優勝が濃厚の状況であった残り900m地点でそのメンショフが落車。しかし、チームメカニックの迅速な対応でタイムロスを数秒にとどめ、24秒差の10位でフィニッシュ。100周年ジロはパヴェル・トンコフ以来13年ぶりとなるロシア人チャンピオンの誕生でその幕を下ろした。

区間成績
| 順位 | 選手名                           | 国籍       | チーム                         | 時間     |
| ---- | -------------------------------- | ---------- | ------------------------------ | -------- |
| 1    | イグナタス・コノヴァロヴァス     | リトアニア | サーヴェロ・テストチーム       | 18分42秒 |
| 2    | ブラッドリー・ウィギンス         | イギリス   | ガーミン・スリップストリーム   | +01秒    |
| 3    | エドヴァルド・ボアソン・ハーゲン | ノルウェー | チーム・コロンビア＝ハイロード | +07秒    |
| 4    | ヤロスラフ・ポポヴィッチ         | ウクライナ | アスタナ                       | +11秒    |
| 5    | マルツィオ・ブルセギン           | イタリア   | ランプレ・N.G.C                | +16秒    |
| 6    | ジョヴァンニ・ヴィスコンティ     | イタリア   | ISD                            | +18秒    |
| 7    | ドリス・デヴェネインス           | ベルギー   | クイックステップ               | +20秒    |
| 8    | マールテン・チャリンヒー         | オランダ   | ラボバンク                     | +21秒    |
| 9    | ステファノ・ガルゼッリ           | イタリア   | アクア・エ・サポーネ           | +23秒    |
| 10   | デニス・メンショフ               | ロシア     | ラボバンク                     | +24秒    |

個人総合成績
| 順位 | 選手名                     | 国籍           | チーム                         | 時間           |
| ---- | -------------------------- | -------------- | ------------------------------ | -------------- |
| 1    | デニス・メンショフ         | ロシア         | ラボバンク                     | 86時間03分11秒 |
| 2    | ダニーロ・ディルーカ       | イタリア       | LPR・ブレークス                | +41秒          |
| 3    | フランコ・ペッリツォッティ | イタリア       | リクイガス                     | +1分59秒       |
| 4    | カルロス・サストレ         | スペイン       | サーヴェロ・テストチーム       | +3分46秒       |
| 5    | イヴァン・バッソ           | イタリア       | リクイガス                     | +3分59秒       |
| 6    | リーヴァイ・ライプハイマー | アメリカ合衆国 | アスタナ                       | +5分28秒       |
| 7    | ステファノ・ガルゼッリ     | イタリア       | アクア・エ・サポーネ           | +8分43秒       |
| 8    | マイケル・ロジャース       | オーストラリア | チーム・コロンビア＝ハイロード | +10分01秒      |
| 9    | タデイ・ヴァリャヴェツ     | スロベニア     | AG2R                           | +11分13秒      |
| 10   | マルツィオ・ブルセギン     | イタリア       | ランプレ・N.G.C                | +11分28秒      |

ポイント賞
| 順位 | 選手名                     | 国籍     | チーム          | ポイント |
| ---- | -------------------------- | -------- | --------------- | -------- |
| 1    | ダニーロ・ディルーカ       | イタリア | LPR・ブレークス | 170      |
| 2    | デニス・メンショフ         | ロシア   | ラボバンク      | 144      |
| 3    | フランコ・ペッリツォッティ | イタリア | リクイガス      | 133      |

山岳賞
| 順位 | 選手名                 | 国籍     | チーム               | ポイント |
| ---- | ---------------------- | -------- | -------------------- | -------- |
| 1    | ステファノ・ガルゼッリ | イタリア | アクア・エ・サポーネ | 61       |
| 2    | ダニーロ・ディルーカ   | イタリア | LPR・ブレークス      | 45       |
| 3    | デニス・メンショフ     | ロシア   | ラボバンク           | 41       |

新人賞
| 順位 | 選手名                       | 国籍     | チーム               | 時間           |
| ---- | ---------------------------- | -------- | -------------------- | -------------- |
| 1    | ケヴィン・セールドライエルス | ベルギー | クイックステップ     | 86時間19分26秒 |
| 2    | フランチェスコ・マシャレッリ | イタリア | アクア・エ・サポーネ | +2分55秒       |
| 3    | フランシス・デフレーフ       | ベルギー | サイレンス・ロット   | +17分03秒      |

チーム時間賞
| 順位 | チーム名                       | 国籍           | 時間            |
| ---- | ------------------------------ | -------------- | --------------- |
| 1    | アスタナ                       | カザフスタン   | 257時間48分40秒 |
| 2    | チーム・コロンビア＝ハイロード | アメリカ合衆国 | +24分15秒       |
| 3    | セッラメンティ                 | ベネズエラ     | +24分17秒       |